# Lista siturilor arheologice din județul Dolj - A
Lista siturilor arheologice din județul Dolj - A conține toate siturile arheologice din județul Dolj înscrise în Repertoriul Arheologic Național (RAN) și aflate în localități al căror nume începe cu litera A. RAN este administrat de Ministerul Culturii și Patrimoniului Național și cuprinde date științifice, cartografice, topografice, imagini și planuri, precum și orice alte informații privitoare la zonele cu potențial arheologic, studiate sau nu, încă existente sau dispărute.
Puteți căuta un sit din localitățile care încep cu litera A folosind formularul de mai jos sau puteți naviga prin toate siturile din județ la Lista siturilor arheologice din județul Dolj.
| Cod RAN                                  | Denumire | Localitate                                    | Adresă               | Datare       | Descoperit | Coordonate | Imagine           | Erori            |
| ---------------------------------------- | --- | --------------------------------------------- | -------------------- | ------------ | ---------- | ---------- | ----------------- | ---------------- |
| 70575.01.01 (Cod LMI: DJ-I-m-B-07868.02) | Situl arheologic de la Almăj - "Școala generală" / ansamblu anonim (Categorie: locuire civilă) (Tip: Așezare)    | sat Almăj, comuna Almăj                       | Școala generală      |              |            |            | Încărcați imagine | Raportați eroare |
| 70575.01.02 (Cod LMI: DJ-I-m-B-07868.01) | Situl arheologic de la Almăj - "Școala generală" / ansamblu anonim (Categorie: locuire civilă) (Tip: Așezare)    | sat Almăj, comuna Almăj                       | Școala generală      | sec. II      |            |            | Încărcați imagine | Raportați eroare |
| 70682.01.01 (Cod LMI: DJ-I-s-B-07869)    | Așezarea romană de la Amărăștii de Sus - "Săpunari" / ansamblu anonim (Categorie: locuire civilă) (Tip: Așezare) | sat Amărăștii de Sus, comuna Amărăștii de Sus | Săpunari, Drumul nou | sec. II - IV |            |            | Încărcați imagine | Raportați eroare |